# Galadra
Galadra és un gènere monotípic d'arnes de la família Crambidae descrit per Francis Walker el 1865. Conté només una espècie, Galadra rhomboidata, descrita pel mateix autor el mateix any, que es troba a Nova Guinea.